# Cosmiomma hippopotamensis
Cosmiomma hippopotamensis ist ein blutsaugender Ektoparasit an Flusspferden (Hippopotamus amphibius) und Spitzmaulnashörnern (Diceros bicornis). Sie ist die einzige Art der Gattung Cosmiomma in der Familie Schildzecken (Ixodidae).
Cosmiomma hippopotamensis ist außerordentlich selten und von nur wenigen weit auseinander liegenden Fundorten im östlichen und südlichen Afrika bekannt. Adulte Exemplare wurden nur zwei Mal auf ihren Wirten vorgefunden. Seit dem späten 19. Jahrhundert war die Art verschollen, sie wurde erst 1970 in Namibia wiederentdeckt.

## Merkmale

### Adulte männliche Zecken
Das Scutum männlicher Zecken ist breit oval, mit einer Länge von 5,22 bis 6,93 Millimeter, gemessen von den Spitzen der Scapulae beiderseits des Capitulum bis zum Hinterrand des Körpers. Die maximale Breite, in der Körpermitte, beträgt 4,27 bis 5,60 Millimeter. Das Capitulum misst vom hinteren Rand bis zur Spitze der Palpen 1,63 bis 1,85 Millimeter. Die Oberseite zeigt eine attraktive elfenbeinfarbene oder blassgelbe Zeichnung gelegentlich ineinander übergehender Flecken auf einem dunkelbraunen Untergrund. In der Mitte des Körpers und auf dem Hinterleib befindet sich jeweils ein Paar ausgeprägter Gruben, am Hinterrand sieben Festons. Das Scutum ist spärlich mit großen und dicht mit gleichmäßig verteilten kleinen Poren besetzt. Die beiden Augen sind rund, konvex und sitzen an den Rändern des Scutums, auf etwa einem Siebtel der Körperlänge. Die Bauchseite weist eine Genitalöffnung zwischen den Coxen des zweiten Beinpaars auf. Die Analöffnung befindet sich nach etwa zwei Drittel der Körperlänge. Sie ist von nur zwei langgestreckten breiten und annähernd dreieckigen Adanalplatten umgeben. Die Coxen des ersten und vierten Beinpaars haben lange dreieckige innere und äußere Dorne von ähnlicher Länge. Bei den Coxen des zweiten und dritten Beinpaars sind die äußeren Dorne größer als die inneren.

### Adulte weibliche Zecken

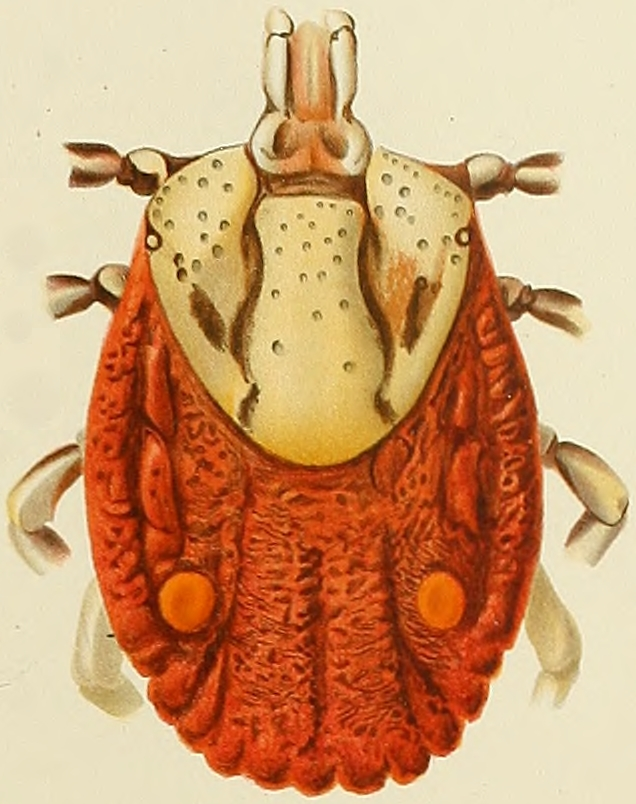
Cosmiomma hippopotamensis, adultes Weibchen

Das braune Idiosoma ungefütterter Weibchen ist breit oval, mit einer Länge von 6,74 bis 8,55 Millimeter, gemessen von den Spitzen der Scapulae bis zum Hinterrand. Die maximale Breite, in der Körpermitte, beträgt 5,32 bis 6,84 Millimeter. Das Capitulum ist 1,73 bis 2,16 Millimeter lang. Das helle Scutum ist über das erste Viertel der Körperlänge so breit wie das Idiosoma, seine Ränder laufen bis kurz vor der Körpermitte breit abgerundet zusammen, so dass es insgesamt die Form eines Dreiecks mit abgerundeten Ecken beschreibt. In der Mitte des Körpers befindet sich ein Paar ausgeprägter Gruben und am Hinterrand elf Festons. Etwa auf der Höhe des vierten Beinpaars sind nahe den Rändern des Idiosomas zwei ausgeprägte helle, runde und leicht erhabene Flecken, die bei Exemplaren aus Kenia fehlen. Das Scutum ist spärlich mit großen und dicht mit gleichmäßig verteilten kleinen Poren besetzt. Die beiden Augen sind rund, konvex und sitzen an den Rändern des Scutums, auf etwa einem Siebtel der Körperlänge. Die Bauchseite weist eine Genitalöffnung zwischen den Coxen des zweiten Beinpaars auf. Die Analöffnung befindet sich nach etwa zwei Drittel der Körperlänge. Die Coxen des ersten und vierten Beinpaars haben lange dreieckige innere und äußere Dorne von ähnlicher Länge. Bei den Coxen des zweiten und dritten Beinpaars sind die äußeren Dorne größer als die inneren.

### Nymphen
Das Idiosoma ungefütterter Nymphen ist oval, mit einer Länge von 1,76 bis 2,00 Millimeter, von den Spitzen der Scapulae bis zum hinteren Rand. Die maximale Breite wird in Höhe des dritten Beinpaars mit 1,40 bis 1,64 Millimeter erreicht. Das annähernd fünfeckige Scutum ist 0,77 bis 0,84 Millimeter lang und 0,87 bis 0,94 Millimeter breit, mit einem abgerundeten hinteren Rand. Das Capitulum ist 0,74 bis 0,80 Millimeter lang. In der Mitte des Körpers befindet sich ein Paar ausgeprägter Gruben. Etwa auf halber Länge des Scutums liegen an dessen beiden seitlichen Rändern ovale, hervortretende Augen. Das Scutum ist spärlich, das übrige Idiosoma dichter und die Ansätze der Gliedmaßen sehr dicht mit Setae besetzt. Die Bauchseite weist eine Analöffnung mittig hinter dem letzten Beinpaar und seitlich davon zwei Stigmen auf. Die Coxen aller Beinpaare haben schwach entwickelte äußere und fast unsichtbare innere Dorne.

### Larven
Ungefütterte Larven haben ein ovales Idiosoma, mit einer Länge von 0,58 bis 0,64 Millimeter, von den Spitzen der Scapulae bis zum hinteren Rand. Die maximale Breite wird in Höhe des dritten Beinpaars mit 0,50 bis 0,55 Millimeter erreicht. Das fast fünfeckige Scutum ist 0,33 bis 0,36 Millimeter lang und 0,42 bis 0,48 Millimeter breit, mit einem breit abgerundeten hinteren Rand. Das Capitulum ist 0,22 bis 0,27 Millimeter lang. In der Mitte des Körpers befindet sich ein Paar kaum wahrnehmbarer flacher Gruben. Das Idiosoma ist dorsal und ventral nur spärlich mit Setae besetzt. Die Bauchseite weist eine Analöffnung mittig auf dem Hinterleib auf. Die Coxen der drei Beinpaare haben keine Dorne.

## Verbreitung
Es gibt nur wenige Fundorte von Cosmiomma hippopotamensis, die sich alle in Afrika südlich der Sahara befinden: zahlreiche Funde in der Region Kunene in Namibia, ein Fundort in der angolanischen Provinz Cuando Cubango, einer am Ngamisee in Botswana, und zahlreiche Funde im Süden Kenias. Louis-Georges Neumann gab 1899 unter Berufung auf eine Veröffentlichung von Léon Fairmaire und Eugène Simon aus dem Jahr 1882 an, dass die Art auf dem Weg zwischen Sansibar und den afrikanischen Großen Seen gefunden worden sei. Wilhelm Dönitz übernahm die Angabe 1910. Fundberichte von Mosambik und Tansania liegen nur anekdotenhaft vor, und ein Hinweis auf Malawi stützt sich auf heute verschollenes Sammlungsmaterial.
Als Typenfundort von Cosmiomma hippopotamensis wurde in der Erstbeschreibung im Jahr 1843 lediglich Südafrika angegeben. Seit den späten 1840er Jahren wurde die Art dort nicht mehr vorgefunden. 2013 wurde die Herkunft der Exemplare der Erstbeschreibung zu rekonstruieren versucht. Demnach handelt es sich um Zecken, die von dem englischen Sammler Joseph Burke im Juni 1840 auf den Häuten geschossener Tiere vorgefunden wurden. Bei der fraglichen Gelegenheit schoss Burke ein Flusspferd und ein Spitzmaulnashorn. Der Ort soll sich im Inneren Südafrikas auf der geografischen Breite der Maputo-Bucht befunden haben und konnte auf die Gegend zwischen 25° 59" S, 27° 33" E und 25° 44" S, 27° 51" E eingegrenzt werden.

## Lebensweise
In der Erstbeschreibung wurden als Wirte das Flusspferd und das Spitzmaulnashorn angegeben. Spätere Autoren neigten zu der Annahme, dass nicht das Flusspferd, sondern Nashörner die Hauptwirte adulter Zecken sind. Berichte über Hornträger als Wirte sind vermutlich unzutreffend. Über die natürlichen Wirte der Larven und Nymphen liegen keine Erkenntnisse vor.
Mit zahlreichen 1970 und 1971 in Namibia aufgesammelten Zecken konnten Fütterungsexperimente zur Ermittlung der bevorzugten Wirte durchgeführt werden. Es zeigte sich, dass adulte Zecken nicht oder in nur geringem Maß an Schildkröten, einem Steppenwaran, Kaninchen oder Ziegen saugten, aber immer wieder zielgerichtet und mit großer Geschwindigkeit die Analregion eines Spitzmaulnashorns aufsuchten. Demgegenüber begann nur ein Drittel der in einem Behälter hinter einem Ohr des Nashorns abgesetzten Zecken zu saugen. Drei weibliche Zecken, die sich in wenigen Zentimeter Abstand vom Anus des Nashorns gesättigt hatten, fielen nach acht Tagen ab. Eine dieser Zecken produzierte ein Gelege, mit deren Larven und Nymphen Experimente zu bevorzugten Wirten durchgeführt wurden.
Nach der Blutmahlzeit vergingen 19 Tage bis zur Eiablage, die zehn Tage währte. Bis zum Schlupf der Larven vergingen 66 bis 71 Tage. Geflügel wurde nie und Labormäuse nur in einem Fall parasitiert, aber an den Ohren von Kaninchen konnten sowohl Larven als auch Nymphen gefüttert und zur Häutung in das nächste Stadium gebracht werden. Die Phase der Nahrungsaufnahme einschließlich der Umwandlung zur Nymphe währte etwa 25 Tage. Die Häutung der Nymphe zur adulten Zecke fand nach 28 bis 63 Tagen statt.

## Gefährdung
Die US-amerikanischen Parasitologen Lance A. Durden und James E. Keirans führen Cosmiomma hippopotamensis neben Amblyomma personatum, Amblyomma rhinocerotis und Dermacentor rhinocerinus als eine jener Arten von Zecken auf, die ausschließlich oder fast ausschließlich Breitmaulnashorn und Spitzmaulnashorn parasitieren. Die Population der Zecken ging mit der ihrer Wirte zurück. Der Bestand der wirtsspezifischen Parasiten ist zusätzlich dadurch gefährdet, dass eingefangene Nashörner vor ihrer Freilassung routinemäßig von ihren Parasiten befreit und mit Antiparasitika behandelt werden.

## Systematik

### Innere und äußere Systematik
Cosmiomma hippopotamensis (Denny, 1843) und ihre monotypische Gattung Cosmiomma Schulze, 1919 gehören mit mehr als 700 Arten in 14 Gattungen zur weltweit verbreiteten Familie der Schildzecken (Ixodidae).

### Erstbeschreibung und Taxonomiegeschichte

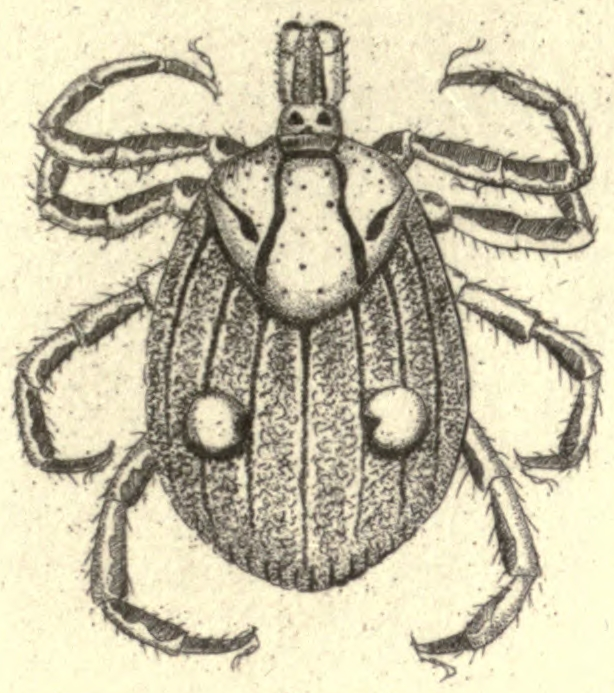
Aus der Erstbeschreibung: Ixodes bimaculatus Denny, 1843

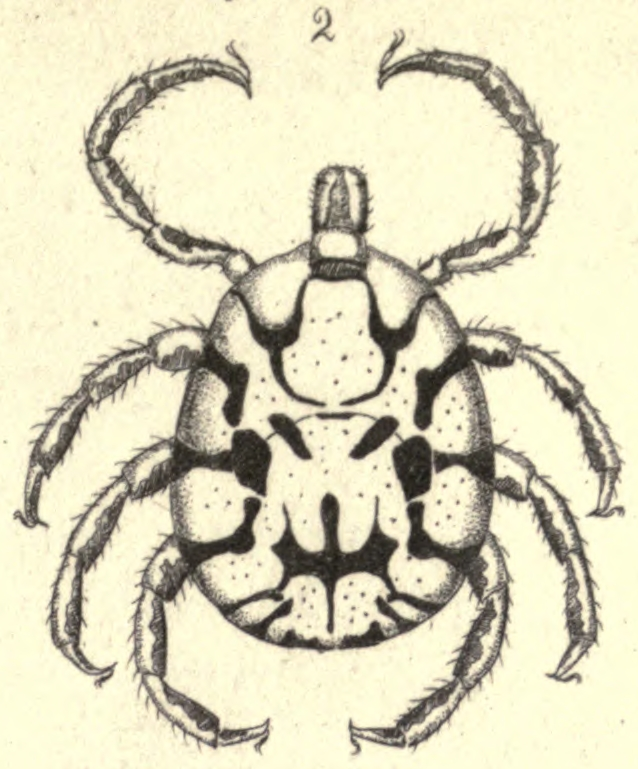
Aus der Erstbeschreibung: Ixodes hippopotamensis Denny, 1843

Die Erstbeschreibung von Cosmiomma hippopotamensis erfolgte 1843 durch Henry Denny in der Fachzeitschrift Annals and Magazine of Natural History. Dabei beschrieb Denny die adulten Weibchen als Ixodes bimaculatus und die adulten Männchen als Ixodes hippopotamensis. Im folgenden Jahr erkannte Carl Ludwig Koch den Fehler Dennys und stellte die Art in die neue Gattung Amblyomma, wobei er das Artepithet in hippopotami änderte. 1899 änderte Louis Georges Neumann im dritten Teil seiner Révision de la famille des ixodidés zunächst das Artepithet auf hippopotamensis. 1906 stellte er die Art in die Gattung Hyalomma.
1919 untersuchte der deutsche Zoologe Paul Schulze das Typmaterial und errichtete die monotypische Gattung Cosmiomma mit der neuen Kombination Cosmiomma hippopotamensis als Typusart. Der deutsche Parasitologe Fritz Zumpt veröffentlichte 1951 einen Aufsatz über die Phylogenie der Zecken, in dem er Cosmiomma als Bindeglied zwischen Amblyomma und Hyalomma bezeichnete, ohne jedoch eine taxonomische Änderung vorzunehmen. Zumpts US-amerikanischer Kollege Harry Hoogstraal unterlag einem Missverständnis und veröffentlichte 1956 die Feststellung, Zumpt habe Cosmiomma mit der Gattung Dermacentor synonymisiert („in Dermacentor versenkt“). Basierend darauf errichtete Hoogstraal die Untergattung Dermacentor (Cosmiomma). Santos Dias war 1958 der Auffassung, dass das Artepithet bimaculatum gegenüber hippopotamensis Priorität genießen müsse. Der Vorrang von hippopotamensis war jedoch bereits 1844 von Koch festgelegt worden, und gemäß Artikel 24 des International Code of Zoological Nomenclature gilt hier das „First Reviser“-Prinzip.
Heute akzeptieren die meisten Acarologen Cosmiomma hippopotamensis (Denny, 1843) als gültigen Artnamen. Bezüglich des Gattungsnamens Cosmiomma Schulze, 1919 ist von einigen Autoren das Jahr 1920 für die Veröffentlichung genannt worden. Tatsächlich ist auf dem Deckblatt des gebundenen Jahrgangs der Sitzungsberichte der Gesellschaft Naturforschender Freunde zu Berlin das Jahr 1920 angegeben. Maßgeblich ist indessen das Erscheinen der Lieferung, nicht der Abschluss des Jahrgangs. Die Abhandlung Schulzes erschien in der Lieferung Nummer 5 mit dem Sitzungsbericht vom 13. Mai 1919, "ausgegeben am 6. Oktober 1919".
Zum Verbleib der Typen wurden in der Literatur unterschiedliche Angaben gemacht. In der Erstbeschreibung wurden keine Typen festgelegt. Der angolanische Parasitologe J. A. T. Santos Dias gab 1958 an, dass sich im Natural History Museum in London drei männliche Tiere, darunter der Typus von Ixodes hippopotamensis, und sechs weibliche Zecken einschließlich des Typus von Ixodes bimaculatus befinden. Wilhelm Dönitz erwähnte 1910 ein einziges Paar der Art im Zoologischen Museum Berlin. Gertrud Theiler nannte 1962 das Natural History Museum in London und das Museum für Naturkunde in Berlin als Sammlungen mit den Typen von Cosmiomma hippopotamensis. 1972 gaben Bezuidenhout und Schneider an, dass ein männlicher und vier weibliche Typen unter der Zugangsnummer 43.19 im Londoner Natural History Museum befinden. Weder der Typenkatalog des Zoologischen Museums Berlin (heute Museum für Naturkunde) aus dem Jahr 1981 noch der Katalog des Natural History Museum von 2001 verzeichnen die Typen.
Der Gattungsname "Cosmiomma" ist möglicherweise vom griechischen cosmima (deutsch: Juwel) und omma (Auge) abgeleitet. Das Artepithet hippopotamensis bezieht sich auf das Flusspferd als einen der Wirte.

### Synonyme und Emendationen
- Ixodes bimaculatus Denny, 1843
- Ixodes hippopotamensis Denny, 1843
- Amblyomma hippopotami Koch, 1844
- Amblyomma hippopotamensis Neumann, 1899
- Hyalomma hippopotamensis Neumann, 1906
- Dermacentor (Cosmiomma) hippopotamensis Hoogstraal, 1956
- Cosmiomma bimaculatum Santos Dias, 1958